# Tribal Tech
Tribal Tech foi uma banda de fusion fundada em 1984 pelo guitarrista Scott Henderson e pelo baixista Gary Willis. A banda ainda inclui Scott Kinsey no teclado e Kirk Covington na bateria. Produziram obras que exploravam sons de blues, jazz, e rock. São amplamente reconhecidos pelos talentos individuais de seus membros. Acabaram terminando logo após o lançamento de Rocket Science, lançado em 2000. Vários de seus integrantes partiram para carreiras solo.
Scott Henderson e Scott Kinsey trabalham solo, já Gary Willis, integrante também no trio Triphasic, e Kirk Covington estão fazendo parte do Slaughterhouse, banda a qual ainda guarda grande influência do Tribal Tech tanto por conter dois dos integrantes originais quanto pela mente por trás da banda estar presente nesse novo projeto.
Rumores de um novo disco circulavam por foruns de Jazz e principalmente na página do guitarrista Scott Henderson desde o começo de 2011. Com a chegada de 2012 houve a confirmação e, após 12 anos de inatividade do Tribal Tech, surgiu o álbum denominado "X". Ainda não há notícias sobre possível retorno do quarteto.

## Integrantes
- Scott Henderson - guitarra
- Gary Willis - baixo
- Scott Kinsey - teclado
- Kirk Covington - bateria

## Discografia
- Spears (1985)
- Dr. Hee (1987)
- Nomad (1989)
- Tribal Tech (1991)
- Illicit (1992)
- Face First (1993)
- Reality Check (1995)
- Thick (1999)
- Rocket Science (2000)
- X (2012)